# کارکس بینگبی
کارکس بینگبی (نام علمی: Carex cryptocarpa) نام یک گونه از سرده جگن است.